# Laurel Chiten
Laurel Chiten is een Amerikaans filmregisseur en -producer.
Chiten was een artist in residence in het Bellagio Study and Conference Center dat gesponsord werd door de Rockefeller Foundation. Ze ontving prestigieuze studiebeurzen van Yaddo en de MacDowell Colony. In 1987 Ze ontving de Artist 's Fellowship voor creativiteit in videoproductie van het Massachusetts Council for the Arts and Humanities.
Chiten beheerst gebarentaal.

## Filmografie
In 1993 produceerde en regisseerde ze Twitch and Shout, een documentaire over mensen met het Syndroom van Gilles de la Tourette. De documentaire was genomineerd voor een Emmy Award en ontving verschillende andere prijzen.
In 1998 maakte ze The Jew in the Lotus, een productie waarbij er een groot overleg is tussen rabbijnen en de dalai lama Tenzin Gyatso. In 1998 won The Jew in the Lotus op het New England Film & Video Festival de prijs voor Outstanding Personal Vision.
In 1998 produceerde en regisseerde ze de cultusklassieker Two in Twenty. Samen met Robin Casarjian maakte ze een vervolg hierop van tien delen Houses of Healing, een zelfstudiedocumentaire die grote verspreiding vond in gevangenissen in de Verenigde Staten.
Met Touched uit 2003 won ze de prijs beste documentaire op het Female Eye Film Festival in Toronto.
In 2007 regisseerde, produceerde en schreef ze de episode Independent Lens voor de televisieserie Twisted.